# Scarus obishime
Scarus obishime là một loài cá biển thuộc chi Scarus trong họ Cá mó. Loài này được mô tả lần đầu tiên vào năm 1993.

## Từ nguyên
Từ định danh bắt nguồn từ tên thông thường của loài cá này ở đảo Chichi-jima, trong tiếng Nhật dùng để chỉ dải obijime mà người Nhật đeo quanh eo, hàm ý đề cập đến dải màu vàng nổi bật giữa thân của cá đực.

## Phạm vi phân bố và môi trường sống
S. obishime hiện chỉ được biết đến tại quần đảo Ogasawara (Nhật Bản), được tìm thấy ở độ sâu khoảng từ 3 đến 55 m (nhưng thường ở độ sâu hơn 25 m).

## Mô tả
S. obishime có chiều dài cơ thể tối đa được biết đến là 70 cm. Cá đực trưởng thành có mõm và trán nhô lên rõ rệt; màu xanh lam thẫm với dải vàng giữa thân. Cá cái có màu nâu với một vệt sọc ngang màu trắng ở phía thân sau; các vây màu vàng viền xanh lam ở rìa.

## Sinh thái học
Thức ăn của S. obishime chủ yếu là tảo.